# NGC 797
NGC 797 (również PGC 7832 lub UGC 1541) – galaktyka spiralna z poprzeczką (SBa), znajdująca się w gwiazdozbiorze Andromedy. Odkrył ją William Herschel 21 września 1786 roku.